# Satellite Award per il miglior documentario
Il Satellite Award per il miglior documentario è un riconoscimento annuale dei Satellite Awards, consegnato dall'International Press Academy.

## Vincitori e candidati
I vincitori sono indicati in grassetto.

### Anni 1990
1998
- 4 Little Girls
- Fast, Cheap & Out of Control
- Hype!
- Shooting Porn
- Sick: The Life & Death of Bob Flanagan, Supermasochist

1999
- Ayn Rand: A Sense of Life
- The Cruise
- The Farm: Angola, USA
- Kurt & Courtney
- Public Housing

### Anni 2000
2000
- Buena Vista Social Club
- 42: Forty Two Up
- American Movie
- Il signor Morte (Mr. Death: The Rise and Fall of Fred A. Leuchter, Jr.)
- Return with Honor
- The Beats - L'urlo ribelle (The Source)

2001
- Reckless Indifference )
- Captured on Film: The True Story of Marion Davies
- Dark Days (
- The Eyes of Tammy Faye
- La fuga degli angeli - Storie del Kindertransport (Into the Arms of Strangers: Stories of the Kindertransport)
- Un giorno a settembre (One Day in September)

2002
- In Cane for Life
- Calle 54
- Il mio viaggio in Italia (Il mio viaggio in Italia)
- Stanley Kubrick: A Life in Pictures

2003
- The Kid Stays in the Picture
- Biggie & Tupac
- Bowling for Columbine
- The Cockettes
- Dogtown and Z-Boys

2004
- Amandla!: A Revolution in Four-Part Harmony
- Una famiglia americana (Capturing the Friedmans)
- The Fog of War - La guerra secondo Robert McNamara (The Fog of War: Eleven Lessons from the Life of Robert S. McNamara)
- Lost in La Mancha
- My Flesh and Blood
- Stevie

2005 (gennaio)
- Super Size Me
- Born into Brothels
- The Fuente Family: An American Dream
- Lighting in a Bottle
- La morte sospesa (Touching the Void)
- Tupac: Resurrection

2005 (dicembre)
- Siamo tutti in ballo! - Mad Hot Ballroom (Mad Hot Ballroom)
- Enron - L'economia della truffa (Enron: The Smartest Guys in the Room)
- Favela Rising
- La marcia dei pinguini (La marche de l'empereur)
- Murderball
- New York Doll

2006
- Deliver Us from Evil
- Una scomoda verità (An Inconvenient Truth)
- Jonestown: The Life and Death of Peoples Temple
- Leonard Cohen: I'm Your Man
- U.S.A. contro John Lennon (The U.S. vs. John Lennon)
- The War Tapes

2007
- Sicko
- The 11th Hour - L'undicesima ora (The 11th Hour)
- Darfur Now
- The King of Kong: A Fistful of Quarters
- Lake of Fire
- No End In Sight

2008
- Anita O'Day: The Life of a Jazz Singer
- Man on Wire - Un uomo tra le Torri (Man on Wire)
- Encounters at the End of the World
- Pray the Devil Back to Hell
- Religiolus - Vedere per credere (Religulous)
- Valzer con Bashir (Waltz with Bashir/Vals im Bashir)

2009
- Every Little Step
- It Might Get Loud
- Les Plages d'Agnès (Les Plages d'Agnès)
- The Cove
- The September Issue
- Valentino: The Last Emperor

### Anni 2010
2010
- Restrepo - Inferno in Afghanistan (Restrepo)
- A Film Unfinished
- Behind the Burly Q
- Client 9: The Rise and Fall of Eliot Spitzer
- Countdown to Zero
- Inside Job
- Joan Rivers: A Piece of Work
- Sequestro
- The Tillman Story
- Waiting for Superman

2011
- Senna
- Project Nim
- The Interrupters
- American: The Bill Hicks Story
- My Perestroika
- Cave of Forgotten Dreams
- Under Fire: Journalists in Combat
- One Lucky Elephant
- Pina
- Tabloid

2012
- Chasing Ice
- The Central Park Five
- The Pruitt-Igoe
- The Gatekeepers - I guardiani di Israele
- Ai Weiwei: Never Sorry
- West of Memphis
- Marina Abramovic: The Artist Is Present
- Searching for Sugar Man

2013/2014
- Blackfish
- Twenty Feet from Stardom
- Évocateur: The Morton Downey Jr. Movie
- Al Midan
- American Promise
- The Act of Killing
- Stories We Tell
- Sound City
- Tim's Vermeer
- After Tiller

2015
- Citizenfour
- Red Army
- Afternoon of a Faun: Tanaquil Le Clercq
- Art and Craft
- Alla ricerca di Vivian Maier (Finding Vivian Maier)
- Glen Campbell: I'll Be Me
- Jodorowsky's Dune
- Keep On Keepin' On
- Magician: The Astonishing Life and Work of Orson Welles
- Virunga

2016
- The Look of Silence e Amy (Ex aequo)
- Where to Invade Next
- The Hunting Ground
- Malala (He Named Me Malala)
- Going Clear: Scientology and the Prison of Belief
- Drunk Stoned Brilliant Dead: The Story of the National Lampoon
- Cartel Land
- Best of Enemies
- Becoming Bulletproof

2017
- XIII emendamento (13th)
- The Beatles: Eight Days a Week
- La principessa e l'aquila (The Eagle Huntress)
- Fuocoammare
- Gleason
- The Ivory Game
- Life, Animated
- O.J.: Made in America
- Tower
- Zero Days

2018
- Chasing Coral, regia di Jeff Orlowski
- City of Ghosts, regia di Matthew Heineman
- Cries from Syria, regia di Evgeny Afineevsky
- Ex Libris - The New York Public Library, regia di Frederick Wiseman
- Hell on Earth: The Fall of Syria and the Rise of ISIS, regia di Sebastian Junger e Nick Quested
- Human Flow, regia di Ai Weiwei
- Icarus, regia di Bryan Fogel
- Kedi - La città dei gatti (Kedi), regia di Ceyda Torun
- Legion of Brothers, regia di Greg Barker

2019
- Minding the Gap, regia di Bing Liu
- RBG, regia di Betsy West e Julie Cohen
- Crime + Punishment, regia di Stephen Maing
- Free Solo, regia di Elizabeth Chai Vasarhelyi e Jimmy Chin
- Three Identical Strangers, regia di Tim Wardle
- Won't You Be My Neighbor?, regia di Morgan Neville

### Anni 2020
2020
- 63 Up, regia di Michael Apted
- Apollo 11, regia di Todd Douglas Miller
- The Apollo, regia di Roger Ross Williams
- The Cave - Miracolo nella grotta (The Cave), regia di Tom Waller
- Citizen K, regia di Alex Gibney
- Alla mia piccola Sama (For Sama), regia di Waad al-Kateab e Edward Watts
- Honeyland (Medena zemja), regia di Tamara Kotevska e Ljubomir Stefanov
- One Child Nation, regia di Nanfu Wang e Jialing Zhang

2021
- Collective (Colectiv), regia di Alexander Nanau
- Acasă, My Home, regia di Radu Ciorniciuc
- Circus of Books, regia di Rachel Mason
- Coup 53, regia di Taghi Amirani
- Crip Camp - Disabilità rivoluzionarie (Crip Camp), regia di Nicole Newnham e James LeBrecht
- The Dissident, regia di Bryan Fogel
- Gunda, regia di Viktor Kosakovskij
- MLK/FBI, regia di Sam Pollard
- A Most Beautiful Thing, regia di Mary Mazzio
- The Truffle Hunters, regia di Michael Dweck e Gregory Kershaw

2022
- Summer of Soul (...Or, When the Revolution Could Not Be Televised), regia di Questlove
- Ascension (登楼叹), regia di Jessica Kingdon
- Brian Wilson: Long Promised Road, regia di Brent Wilson
- Flee (Flugt), regia di Jonas Poher Rasmussen
- Introducing, Selma Blair, regia di Rachel Fleit
- Julia, regia di Julie Cohen e Betsy West
- Procession, regia di Robert Greene
- The Rescue, regia di Elizabeth Chai Vasarhelyi e Jimmy Chin
- Val, regia di Leo Scott e Ting Poo
- The Velvet Underground, regia di Todd Haynes

2023
- Fire of Love, regia di Sara Dosa
- All That Breathes, regia di Shaunak Sen
- Tutta la bellezza e il dolore - All the Beauty and the Bloodshed (All the Beauty and the Bloodshed), regia di Laura Poitras
- Descendant, regia di Margaret Brown
- Good Night Oppy, regia di Ryan White
- Moonage Daydream, regia di Brett Morgen
- The Return of Tanya Tucker: Featuring Brandi Carlile, regia di Kathlyn Horan
- The Territory, regia di Alex Pritz
- Young Plato, regia di Declan McGrath

2024
- Bad Press, regia di Rebecca Landsberry-Baker e Joe Peeler
- 20 Days in Mariupol, regia di Mstyslav Černov
- American Symphony, regia di Matthew Heineman
- Close to Vermeer, regia di Suzanne Raes
- Lakota Nation vs. United States, regia di Jesse Short Bull e Laura Tomaselli
- Little Richard: I Am Everything, regia di Lisa Cortés
- Love to Love You, Donna Summer, regia di Roger Ross Williams e Brooklyn Sudano
- Stamped from the Beginning, regia di Roger Ross Williams